# Allgemeiner Deutscher Arbeiterschaftsverband
Der Allgemeine Deutsche Arbeiterschaftsverband war eine 1869 im Umfeld des ADAV gegründete gewerkschaftliche Dachorganisation. Sie bestand bis zur Selbstauflösung 1874.

## Vorgeschichte

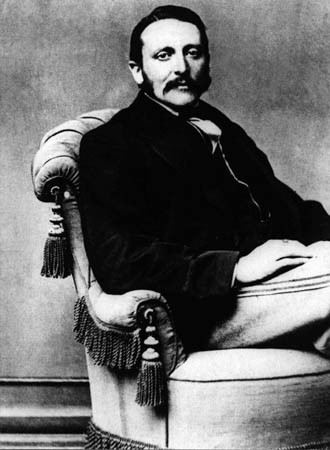
Johann Baptist von Schweitzer

Friedrich Wilhelm Fritzsche

Die Wirtschaft in Deutschland befand sich seit etwa 1866 nur von den Kriegen zeitweise unterbrochen im Aufschwung. Vor diesem Hintergrund kam es zu zahlreichen Arbeitskämpfen. Die Führer des ADAV waren als Anhänger Lassalles eigentlich keine Befürworter der Gewerkschaftsbewegung, aber die Arbeitskämpfe setzten die Partei unter Druck. Auch vor dem Hintergrund der Konkurrenz etwa durch den Vereinstag Deutscher Arbeitervereine und den 1868 gegründeten Hirsch-Dunckerschen-Gewerkvereinen entschloss sich der Präsident des ADAV Johann Baptist von Schweitzer 1868 zu einem radikalen Kurswechsel. Auf dem Kongress des ADAV in Hamburg setzte er gegen erhebliche Widerstände durch, einen Allgemeinen Deutschen Arbeiterkongress einzuberufen. Ziel war die Gründung von Gewerkschaften. Er musste sogar mit Rücktritt drohen, ehe die Versammlung den Schritt billigte. Daraufhin spaltete sich ein orthodox den Ideen Lassalles treu bleibender Teil des ADAV unter Fritz Mende und der Gräfin Hatzfeld ab. 

## Gründung
Der Kongress wurde von Schweitzer und Friedrich Wilhelm Fritzsche für den 27. September nach Berlin einberufen. Aus 105 Orten waren 205 Delegierte anwesend. Der Anspruch über 140.000 Arbeiter zu vertreten, war indes stark übertrieben. Der Satzungsentwurf für die zu gründenden Gewerkschaften sah das Industrieverbandsprinzip vor. Das heißt, es schlossen sich die Arbeiter einer Branche, nicht eines einzelnen Berufes zusammen. Zusammengeschlossen werden sollten die einzelnen Gewerkschaften in dem Allgemeinen Deutschen Arbeiterschaftsverband als Dachorganisation. Dabei hatte der Arbeiterschaftsverband gegenüber den Einzelgewerkschaften eine starke Stellung inne. Ziel war es laut Satzung, die Ehre und die materiellen Interessen der Mitglieder zu wahren und zu fördern. Neben Arbeitern konnten auch Kleinmeister Mitglied werden. Präsident des Arbeiterschaftsverbandes wurde von Schweitzer. Publikationsorgan war Der Social-Demokrat.
Auf dem Gründungskongress entstanden: 
- Allgemeine Genossenschaft der Berg- und Hüttenarbeiter
- Allgemeine Deutsche Metallarbeiterschaft
- Allgemeine Deutsche Genossenschaft der Hand- und Fabrikarbeiter
- Allgemeine Deutsche Arbeiterschaft der Färber, Weber und Manufakturarbeiter
- Allgemeiner Deutscher Schuhmacherverein
- Allgemeiner Deutscher Bäckerverein
- Allgemeine Deutsche Arbeiterschaft der Buchbinder, Lederarbeiter usw.
- Gewerkverein Deutscher Holzarbeiter
- Allgemeine Deutsche Maurergewerkschaft

Dem schloss sich der Allgemeine Deutsche Schneiderverein und später auch die Organisationen der Zimmerleute an. Unabhängig blieben die der Tabakarbeiter und Buchdrucker. Ein Jahr nach der Gründung war die Organisation in 200 Orten vertreten und die Einzelgewerkschaften hatten zusammen zwischen 35.000 und 50.000 Mitglieder. Nunmehr schlossen sich auch die Tabakarbeiter an.

## Entwicklung
Der sogenannte Schweitzersche Staatsstreich, mit der die alte diktatorische Führung im ADAV wiederhergestellt werden sollte, hatte nicht nur in der Partei, sondern auch in der Arbeiterschaftsbewegung negative Folgen. Wichtige Führungspersönlichkeiten der Gewerkschaften wie Fritzsche, Theodor York und andere wandten sich vom ADAV ab und unterstützten die Gründung der SDAP durch August Bebel und Wilhelm Liebknecht. Schweitzer suchte daraufhin die Machtprobe in den einzelnen Gewerkschaften und konnte sich mit Ausnahme der Organisation der Tabakarbeiter durchsetzen. Letztere bestätigten Fritzsche als Vorsitzenden. 
Die aus dem Amt gedrängten Gewerkschaftspräsidenten sammelten ihre Anhänger um sich und es kam zur Spaltung der Organisationen. Die Mitgliederzahl sank auf etwa 21.000 ab. Schweitzer versuchte seine Position in der Folge noch weiter zu stärken, indem den Einzelorganisationen ihre rechtliche Selbstständigkeit genommen wurde. Im Dezember 1869 wurde eine neue Satzung veröffentlicht, nach der die Einzelorganisationen ihre Existenz aufzugeben und die Mitglieder in dem Allgemeinen Deutschen Arbeiterunterstützungsverband zu überführen hatten. Dagegen erhob sich starker Widerstand, und erst als Schweitzer erneut mit Rücktritt drohte, kam eine Mehrheit für die Satzungsänderung zustande. Der Deutsch-Französische Krieg behinderte die Gewerkschaftsarbeit der 1870 entstandenen Einheitsorganisation. Aber auch wegen der Veränderung der Verbandsstruktur gingen die Mitgliederzahlen stark zurück.
Im März 1871 erklärte von Schweitzer seinen Rücktritt. Die Zahl der Mitglieder des neuen Einheitsverbandes betrug 1871 nur noch 4257. In Berlin war die Organisation völlig zusammengebrochen. Die erste Generalversammlung des Einheitsverbandes beschloss die Wiedereinführung der beruflichen Untergliederung. Im ADAV wandten sich die Kritiker des Gewerkschaftswesens wie Carl Wilhelm Tölcke gegen die Organisation. Ihm gelang es 1872, in der Partei einen Beschluss zur Auflösung der Gewerkschaften durchzusetzen. Da die Partei keine direkte Eingriffsmöglichkeit in die eigenständige Gewerkschaft hatte, blieb dieser Beschluss nur eine Absichtserklärung. 
Auf der Generalversammlung von 1872 vertraten die Delegierte etwa 8300 Mitglieder. Im Jahr 1874 waren es 7450 Mitglieder. Um der Verfolgung der Arbeiterorganisationen in Preußen zu entgehen, hat Wilhelm Hasenclever den Sitz des Gewerkschaftsverbandes von Berlin nach Hamburg verlegt. In Preußen wurde die Organisation verboten. Am 9. September 1874 gab der Verband angesichts der Verfolgungen seine Selbstauflösung bekannt.